# Kate Corbaley
Kate Corbaley (née Kate Alaska Hinckley Hooper) est une scénariste américaine, active depuis l'ère du muet jusqu'à sa mort en 1938.

## Biographie

### Origines et famille
Kate naît en 1878 en mer au large de Mazatlán, au Mexique ; elle est la fille de William Hooper et Mary Caldwell. Sa famille est aisée et elle étudie l'anglais à l'université Stanford. 
Elle épouse l'ingénieur Charles Corbaley. Le couple a quatre filles avant de divorcer, après douze ans de mariage,.

### Études, parcours professionnel et écriture
Après avoir obtenu son diplôme, elle enseigne au lycée de San Bernardino, en Californie,.
Une fois séparée de son mari, elle se tourne vers l'écriture. Elle remporte plusieurs concours dans les années 1910, et commence à travailler à la MGM en tant qu’éditrice de scenario après avoir travaillé avec le couple d'acteurs "Mr. and Mrs. Sidney Drew (en)",. Elle écrit une série de scenarios dans les années 1920 et publie un livre sur l'écriture de scénarios intitulé Selling Manuscripts in the Photoplay Market. 
Elle devient finalement consultante au Palmer Photoplay Institute et travaille comme responsable du développement, évaluant les scripts et les rendant plus commerciaux. Elle est fort appréciée de Louis B. Mayer, qui déclare lors de ses funérailles : « J'aurais préféré perdre n'importe quelle star plutôt que cette femme. »

### Mort
Elle décède le 23 septembre 1938, dans sa maison de Cheviot Hills, à Los Angeles, après une brève maladie.

## Filmographie sélective
- The Fire Brigade (1926)
- The Bad Lands (1925)
- Silent Sanderson (1925)
- The Girl of Gold (1925)
- Desert Blossoms (1921)
- Smoldering Embers (1920)
- The False Code (1919)
- Gates of Brass (1919)
- Mr. Briggs Closes the House (1918) (non créditée)[9]
- Real Folks, de Walter Edwards (1918)